# Bauleistung
Bauleistungen sind in der Bauwirtschaft alle Leistungen, die der Herstellung, Instandsetzung, Instandhaltung, Änderung oder Beseitigung von Bauwerken dienen. 

## Allgemeines
Diese umfassende Legaldefinition des § 48 Abs. 1 Satz 3 EStG wird auch in der Betriebswirtschaftslehre übernommen, so dass die Bauleistung das Output eines bauwirtschaftlichen Produktionsprozesses darstellt. Nach § 1 VOB/A werden Bauleistungen als Bauarbeiten „jeder Art, durch die eine bauliche Anlage hergestellt, instand gehalten, geändert oder beseitigt wird“ definiert. Zur Bauleistung gehört bereits die Einrichtung der Baustelle (Bauzaun) oder die Aufstellung von Baugerüsten. Auch die Lieferung von Baustoffen oder Bauteilen, die sofort auf einer Baustelle weiterverarbeitet werden, gehört zur Bauleistung. Auch Nachtragsarbeiten sind Bauleistungen. Die Lieferung und Montage maschineller Einrichtungen allein ist dagegen keine Bauleistung. Bauleistungen werden § 2 VOB/A zufolge im Wettbewerb und im Wege transparenter Verfahren (öffentliche Ausschreibung) vergeben.

## Produktionsprozess
Zu Bauleistungen führende Baumaßnahmen sind typische Auftragsfertigungen, wobei der Bauherr als Auftraggeber und das Bauunternehmen als Auftragnehmer fungiert. Letzteres wird tätig aufgrund eines mit dem Bauherrn abgeschlossenen Bauvertrages meist auf der Grundlage der Verdingungsordnung für Bauleistungen (VOB); der Auftragnehmer kann die Sicherung seiner Bauforderungen vom Auftraggeber verlangen, etwa durch Bankavale. Die Bauleistung ist gemäß § 7b VOB/A in der Regel durch eine allgemeine Darstellung der Bauaufgabe (Baubeschreibung) und ein in Teilleistungen (Baulose) gegliedertes Leistungsverzeichnis – das eine vertragsrechtliche Spezifikation darstellt – zu beschreiben.
Dieser Produktionsprozess ist bei der Errichtung von Neubauten oder auch bei komplexen Sanierungen (Brückenbau) einer der längsten in der Produktionswirtschaft (neben Anlagenbau, Flugzeugbau und Schiffbau) und kann mehr als zwei Jahre dauern. Die Ausführungsfristen sind deshalb gemäß § 9 VOB/A ausreichend zu bemessen (Bauzeitenplan); Jahreszeit, Arbeitsbedingungen und etwaige besondere Schwierigkeiten sind zu berücksichtigen. Diese lange Durchlaufzeit wird im Bauwesen allgemein als Bauzeit bezeichnet. 
Da der Bauvertrag ein Werkvertrag ist, schuldet das Bauunternehmen den Erfolg (§ 631 BGB), also die Übereinstimmung des errichteten Bauwerks mit dem Bauplan.

## Bilanzierung
In der Bilanz erscheinen im Bau befindliche Bauwerke gemäß § 266 Abs. 2 B I Nr. 2 HGB als „unfertige Erzeugnisse, unfertige Leistungen“, nach Bauabnahme gemäß § 266 Abs. 2 B I Nr. 3 HGB als „fertige Erzeugnisse und Waren“. Letztere Bilanzposition hat jedoch sehr kurzfristigen Charakter und verschwindet im Rahmen eines Aktivtauschs zu Gunsten der Position Bankguthaben (bei Zahlung des Baupreises) oder Forderungen (bei Nichtzahlung).
In der Gewinn- und Verlustrechnung entspricht die Bauleistung der Gesamtleistung. Das Aggregat „Gesamtleistung“ wird in der Gliederung der Gewinn- und Verlustrechnung des § 275 HGB weder im Gesamtkostenverfahren noch im Umsatzkostenverfahren erwähnt. Ausgangswert sind die Umsatzerlöse:
```
   
Umsatzerlöse

   + Erhöhung des 
Bestands
 
unfertigen Erzeugnissen
 oder
   - Verminderung des Bestands an unfertigen Erzeugnissen
   + andere aktivierte 
Eigenleistungen

   = 
Gesamtleistung
```

Die Umsatzerlöse betreffen die aus dem Verkauf von Bauwerken in einer Rechnungsperiode erzielten Erlöse. Unter diesen können sich auch Erlöse aus Bauwerken befinden, die bereits in vorherigen Rechnungsperioden hergestellt, aber noch nicht verkauft wurden. Hierfür gibt es den Korrekturposten „Erhöhung oder Verminderung des Bestands an fertigen und unfertigen Erzeugnissen“ („Bestandsveränderungen“), der die Bestandhaltung berücksichtigt. Wurden Bauwerke im Vorjahr hergestellt und erst im laufenden Jahr verkauft, so werden sie für die Zwecke der periodengerechten Ermittlung der Gesamtleistung als Bestandsabbau von den Umsatzerlösen abgezogen („Bestandsverminderung“). Sie haben im laufenden Jahr keine Kosten verursacht. Werden umgekehrt Bauwerke im laufenden Jahr hergestellt, aber noch nicht verkauft, so werden sie als Bestandsveränderung addiert („Bestandserhöhung“), weil ihre Herstellungskosten zu berücksichtigen sind. 

## Baurevision
Gegenstand der Prüfung von Bauleistungen sind neben den Bauarbeiten auch die Lieferungen von Stoffen und Bauteilen sowie die Beurteilung der Qualitäten. Die baubegleitende Revision der Bauleistungen ex ante hat während der Baumaßnahmen an Bedeutung gewonnen.

## Versicherung
Die Bauleistungsversicherung ist eine Sach- und Schadensversicherung. Versichert ist das im Versicherungsschein bezeichnete Bauvorhaben während des Herstellungszeitraums. Versichert sind lediglich Sachen (Bauteile, Baustoffe), nicht die zu erbringenden Bauarbeiten. Der vom Bauherrn zur Verfügung gestellte Baugrund ist als solcher nicht versichert.
Der Versicherungsschutz erstreckt sich auf alle Schäden, die an den versicherten Gegenständen durch eine unvorhergesehene Beschädigung oder Zerstörung eintreten, die der Bauunternehmer nach der VOB zu vertreten hat, oder für die der Bauherr nach § 7 Abs. 1 VOB/B die Gefahr trägt einschließlich Feuerrisiko, soweit es nicht in das Bannrecht einer öffentlich-rechtlichen Anstalt gehört.

## Wirtschaftliche Aspekte
Durch Bauleistungen werden gemäß dem Rechnungslegungsstandard IFRS qualifizierte Vermögenswerte (englisch qualifying assets) geschaffen oder verändert. Hierbei handelt es sich um Vermögenswerte, deren Herstellung und Versetzung in einen verkaufsbereiten Zustand einen längeren Zeitraum von mehr als 12 Monaten benötigt (etwa Flugzeuge, Gebäude, Schiffe, aber auch wegen der Reifezeit Käse oder Wein). Nach IAS 23.11 müssen dabei vom Auftraggeber anteilige Fremdkapitalkosten in die Anschaffungskosten einbezogen werden.
Bei Bauunternehmen ist in der Finanzanalyse nicht der Umsatzerlös, sondern die Bauleistung (Gesamtleistung) von entscheidender Bedeutung, weil hierin der Produktionsprozess während eines Geschäftsjahres eher zum Ausdruck kommt. Der – formal den Produktionsprozess unterbrechende – Bilanzstichtag entscheidet darüber, ob die Fertigstellung eines Bauwerks (bei Bauabnahme oder Übergabe) in das laufende oder nächste Geschäftsjahr fällt.
Wegen der langen Produktionszeit müssen die Werkunternehmer nicht bis zur Fertigstellung der Bauwerke warten, bis der Bauherr oder Auftraggeber den gesamten Kaufpreis bezahlt. Vielmehr werden gemäß § 632a BGB und § 16 Abs. 1 VOB/B Abschlagszahlungen gemäß nachgewiesenem Baufortschritt oder für bestimmte nachgewiesene Teilleistungen fällig. Diese werden bei Bauunternehmen gemäß § 266 Abs. 3 C Nr. 3 HGB als „erhaltene Anzahlungen“ passiviert.
Die langen Bauzeiten bergen besondere Risiken für beide Vertragsparteien. Der Auftraggeber ist mit dem Insolvenzrisiko des Bauunternehmens konfrontiert, aber auch Schlechterfüllung im Hinblick auf die Einhaltung der Bauplanung oder Verzug wegen Bauzeitverzögerung sind weitere Risiken. Der Auftragnehmer trägt überwiegend Finanzrisiken wie das Zahlungsrisiko, dass der Auftraggeber wegen eigener Insolvenz die Baukosten nicht oder nicht vollständig bezahlen kann. Der Bauunternehmer kann deshalb gemäß § 650e BGB für seine Forderungen aus dem Bauvertrag die Einräumung einer Sicherungshypothek an dem Baugrundstück des Auftraggebers verlangen. Das Wetterrisiko besteht in der Ungewissheit, ob die Witterung zu einer Verlängerung der Bauzeit beitragen kann.